# Antechinus leo
Antechinus leo là một loài động vật có vú trong họ Dasyuridae, bộ Dasyuromorphia. Loài này được Van Dyck mô tả năm 1980.